# Wendell Cox
Wendell Cox est un analyste et universitaire américain spécialisé dans les politiques urbaines, reconnu comme l'un des principaux promoteurs de l'utilisation des projets de voiture particulière par rapport au rail. Il est le principal et unique propriétaire de Wendell Cox Consultancy / Demographia, société établie dans la région métropolitaine de St. Louis, et éditeur de trois sites Web, Demographia, The Public Purpose et Urban Tours by Rental Car . Cox est membre de nombreux groupes de réflexion conservateurs et commentateur éditorial dans de nombreux journaux conservateurs américains et britanniques.
Cox oppose généralement les politiques de planification qui visent à augmenter les services ferroviaires ainsi que la densité pour favoriser l'usage des infrastructures existantes. Il prétend que ce qui est déjà construit est ce que les gens ont besoin, lorsque ses opposants pensent qu'il défend l'automobile et la densité basse. [réf. nécessaire]

## Biographie
Le maire Tom Bradley a nommé Cox pour trois mandats à la commission des transports du comté de Los Angeles. Pendant son service de 1977 à 1985, il était le seul membre de la commission à ne pas être élu. Son amendement à la proposition de 1980 relative à une mesure de taxe de transit prévoyait l’intégralité du financement local pour les projets de rail urbain de Los Angeles, y compris le métro léger Blue Line et le métro Red Line. Un financement local supplémentaire n'a été obtenu qu'après un référendum en 1990. Néanmoins, il s’oppose souvent aux systèmes ferroviaires urbains car il affirme qu’ils n’ont pas réduit les embouteillages, ce qui, selon lui, est la principale justification de leur construction.
Il a été nommé par l'ancien président de la Chambre, Newt Gingrich, pour occuper le mandat non expiré de l'ancienne gouverneure du New Jersey, Christine Todd Whitman, au sein du conseil de réforme de l'Amtrak. organisation dédiée à l'amélioration des transports urbains dans les zones urbaines des pays en développement.  Il a également été membre du comité directeur de la Conférence internationale sur la concurrence et la propriété dans les transports terrestres de passagers, qui a tenu sa 10ème conférence en Australie en 2007.
Cox est chercheur invité à la Heritage Foundation, membre principal du Heartland Institute, chercheur principal en politique urbaine à l' Independence Institute (Denver) et est également titulaire de titres similaires dans un certain nombre de groupes de réflexion conservateurs supplémentaires.
Il est titulaire d'un MBA de la Pepperdine University et d'un BA du gouvernement de la California State University de Los Angeles .

## Planification urbaine
Cox est également apparu comme un opposant à la croissance intelligente, en particulier aux limites de la croissance urbaine, aux taxes sur les impacts et au zonage des grands lots, affirmant qu’ils avaient tendance à augmenter les prix des logements de manière artificielle et à freiner la croissance économique.
Il est l'auteur d'études  pour des groupes de réflexion conservateurs tels que le Cato Institute, le Heartland Institute, la Heritage Foundation  et la Reason Foundation  ainsi que pour des groupes industriels tels que l' American Highway Users Alliance, un groupe de pression et de défense des intérêts. groupe pour les industries automobiles.
Il a également critiqué les politiques d'utilisation des sols dans la région de Portland, en Oregon, notant que la zone avait élargi sa limite de croissance urbaine à la zone prévue pour 2040 38 ans plus tôt en raison de pressions politiques et que les prix du logement avaient considérablement augmenté par rapport aux revenus.
Cox pense que les systèmes de transport en commun devraient avoir pour objectif de permettre la mobilité des personnes qui n’ont pas accès à une voiture et non de réduire les embouteillages. En tant que tel, il estime que les agences devraient chercher à obtenir le maximum de valeur pour chaque dollar d’impôts et de frais dépensé, en utilisant les moyens de transport optimisant le nombre de passagers. Il estime que les approches concurrentielles (principalement la passation de marché concurrentielle et l'appel d'offres concurrentiel) sont les plus efficaces à cet égard.

## Activités professionnelles
Cox a réalisé des projets et présenté des exposés aux États-Unis, au Canada, en Europe occidentale, en Australie et en Nouvelle-Zélande. Il a été professeur invité au Conservatoire National des Arts et Métiers de Paris, en France. Il a enseigné dans de nombreux endroits, notamment à l'Université de Sydney, à l'Université de Toronto, à l'Université de Paris et à l'Institute of Economic Affairs ( Londres ). Il a participé à un débat sur l'utilisation des sols et des transports avec le membre de l'Oregon, Earl Blumenauer, lors d'une conférence nationale sur RailVolution en 2001, et a débattu de la politique d'utilisation des sols d' Andres Duany à la première conférence American Dream en 2002.
Ses commentaires ont paru dans de nombreuses publications, telles que le Daily Telegraph (Londres), le National Post (Canada), le Washington Post, le Wall Street Journal, le Los Angeles Times, le Washington Times, La Stampa (Turin) et le magazine australien. Examen financier .
Le National Journal a qualifié à deux reprises son site Web Public Purpose de "l'un des meilleurs sites de transport sur Internet".
Le cabinet-conseil de Cox a travaillé pour des compagnies de bus  ainsi que pour l’équipe de transition du président George W. Bush.